# Enrico Lucidi
Enrico Lucidi (Fratta Todina, 10 gennaio 1944) è un direttore della fotografia italiano.

## Biografia
Lucidi intraprende la carriera come assistente alla macchina nel 1969, specializzandosi nelle commedie all'italiana degli anni settanta. Il passaggio a direttore della fotografia avviene con i primi film di Giuseppe Tornatore. Diventa stretto collaboratore di Carlo Vanzina, per cui lavora dagli inizi degli anni dieci fino alla scomparsa del regista.

## Filmografia

### Direttore della fotografia

#### Cinema
- Vacanze per un massacro - Madness, regia di Fernando Di Leo (1980)
- 12 registi per 12 città, episodio "Milano", regia di Ermanno Olmi (1989)
- L'uomo delle stelle, regia di Giuseppe Tornatore (1995)
- Il manoscritto del Principe, regia di Roberto Andò (2000)
- Iago, regia di Volfango De Biasi (2009)
- Baarìa, regia di Giuseppe Tornatore (2009)
- A Natale mi sposo, regia di Paolo Costella (2010)
- Mai Stati Uniti, regia di Carlo Vanzina (2013)
- Sapore di te, regia di Carlo Vanzina (2014)
- Un matrimonio da favola, regia di Carlo Vanzina (2014)
- Miami Beach, regia di Carlo Vanzina (2016)
- Non si ruba a casa dei ladri, regia di Carlo Vanzina (2016)
- Caccia al tesoro, regia di Carlo Vanzina (2017)
- Natale a 5 stelle, regia di Marco Risi (2018)
- L'ordine del tempo, regia di Liliana Cavani (2023)

#### Televisione
- Il cuore nel pozzo, regia di Alberto Negrin, (2005)
- Gino Bartali - L'intramontabile, regia di Alberto Negrin, (2006)
- L'ultimo dei Corleonesi, regia di Alberto Negrin, (2007)
- Il generale Dalla Chiesa, regia di Giorgio Capitani, (2007)
- Maria di Nazaret, regia di Giacomo Campiotti, (2012)

## Premi e riconoscimenti

### David di Donatello
- 2010 - Candidato a migliore autore della fotografia per Baarìa